# Howard Alk
Howard Alk (Chicago, 25 d'octubre de 1930 - gener de 1982) va ser un cineasta amb seu a Chicago, Illinois, i cofundador original de la companyia de teatre The Second City. A la dècada de 1960 va començar a treballar al cinema amb Chicago Film Group, filmant i dirigint documentals, completant American Revolution 2 (1969) i The Murder de Fred Hampton (1971). També va col·laborar durant anys amb el cantant i compositor Bob Dylan, produint pel·lícules amb ell fins al 1981.

## Primera vida i educació
Nascut i criat a Chicago, Howard Alk va assistir a escoles públiques locals. Estudiant avançat, es va matricular a la Universitat de Chicago als 14 anys; sota la presidència i la cancelleria de Robert Maynard Hutchins, els estudiants podien inscriure's en un programa de grau interdisciplinari orientat a llibres clàssics condicionat a la superació d'una prova d'accés i a la qualificació d'estudiant de secundària, un requisit al que podria haver renunciat Alk. Molts estudiants eren col·locats en classes avançades a partir de proves de nivell i podien accelerar els seus estudis fent proves d'assignatures a la seva conveniència, sovint acabant el grau en tan sols dos anys. Va ser membre de la companyia de cabaret Compass Players dirigida per estudiants, amb Elaine May i Mike Nichols.

## Carrera
Després de la dissolució de la companyia, Alk es va unir a altres actors de Compass i graduats de la Universitat de Chicago Paul Sills i Bernie Sahlins com a cofundador de The Second City. Van desenvolupar aquest grup de teatre, basat en la improvisació, dels jocs de teatre de Viola Spolin. Alk havia treballat anteriorment amb el fill de Spolin, Sills, a la Gate of Horn.
Segons l'autobiografia de Sahlins de 2001, Days and Nights at the Second City, Alk va encunyar el nom de la companyia. També se li atribueix la creació una definició d'un lapsus freudià com "que vol dir dir una cosa i dir una mare"."
Alk va deixar The Second City a principis de la dècada de 1960 per a altres projectes., incloent American Revolution 2 (1969) i The Murder of Fred Hampton (1971), dirigint ambdues.
Alk va ser amic i col·laborador de molt de temps del cantant i compositor Bob Dylan. El 1962, Dylan havia actuat com a primer acte al club d'Alk, el Bear. Alk va acompanyar Dylan "a la gira, gravant imatges, editant, fent fotografies i ajudant al clàssic Dont Look Back, així com a Eat the Document, Hard Rain, i Renaldo and Clara, tots fets i llançats fins al 1978. A finals dels anys setanta i a principis de la dècada de 1980, va residir a la finca de Dylan a Point Dume a Malibu, Califòrnia. Tot i que "Hard Rain" i "Renaldo and Clara" van ser llançades amb tímides recepcions crítiques i comercials, Dylan va continuar treballant amb Alk com a cineasta i fotògraf en diversos projectes (inclosos diversos concerts filmats a la 1981 World Tour) fins a la seva mort.
Alk també va treballar a Janis, Festival, Luxman Baul's Movie i altres pel·lícules.

## Mort
Alk consumia habitualment heroïna. L'1 o 3 de gener de 1982, va ser trobat mort als Rundown Studios, l'estudi de Dylan a Santa Monica (Califòrnia). Tot i que el forense va decidir que la seva mort era una sobredosi d'heroïna accidental, altres fonts informen que la seva mort era un suïcidi. Tot i que la primera dona d'Alk, Jones, i la seva segona dona, Joan, van expressar la seva creença que s'havia matat intencionadament, mai s'ha trobat cap prova que ho corrobori.
A Alk li van sobreviure els seus pares Rozetta i Lou, la seva dona Joan i el seu fill petit Jesse Alk.

## Pel·lícules
- The Cry of Jazz (1959) -- editor
- And This is Free (1964) -- editor
- Dont Look Back (1967) -- director assistent
- Festival—editor
- You Are What You Eat (1968) -- editor
- American Revolution 2 (1969) -- director
- The Murder of Fred Hampton (1971) -- director
- Eat the Document (1972) -- cinematographer, editor
- Janis (1974) -- director
- My Friend Vince (1975) -- cinematographer, editor
- Hard Rain (1976) -- cinematographer, editor
- Renaldo and Clara (1978) -- cinematographer, editor